# Baarle-Heide
Baarle-Heide is een plaats en heidegebied in de Belgische gemeente Turnhout.
Baarle-Heide ligt ten noorden van de stad aan de voormalige spoorlijn Tilburg - Turnhout. Baarle-Heide is te bereiken via de Steenweg op Baarle-Hertog, de doorgaande weg vanuit Baarle naar Turnhout.
Tot het begin van de agrarische revolutie rond 1930 was het hele gebied tussen Turnhout en Baarle een aaneenschakeling van heidevelden. Deze vlakte ligt op de waterscheiding tussen Maas (Mark, Donge en Dommel) en Schelde (Nete).